# Sandjak de Baboça

Le sandjak de Baboça était une subdivision administrative de l'empire ottoman, située dans le pachalik de Budin autour de Baboça, actuellement Babócsa en Hongrie.